# Scolochloinae
Scolochloinae Tzvelev, 1987  è una sottotribù di piante angiosperme monocotiledoni appartenente alla famiglia delle Poacee (o Gramineae, nom. cons.), sottofamiglia Pooideae, tribù Poeae.

## Etimologia
Il nome della sottotribù deriva dal suo genere tipo Scolochloa Link, 1827 il cui nome deriva da due parole greche: "skolos" ( = colonna vertebrale) e "chloa" (=  erba). Il nome fa riferimento alle tre cuspidi dell'apice del lemma; carattere comune alle specie dei generi di questa sottotribù.
Il nome scientifico della sottotribù è stato definito dal botanico contemporaneo Nikolai Nikolaievich Tzvelev (1925-2015) in una pubblicazione ("Komarov. Chten. 37: 33") del 1987.

## Descrizione

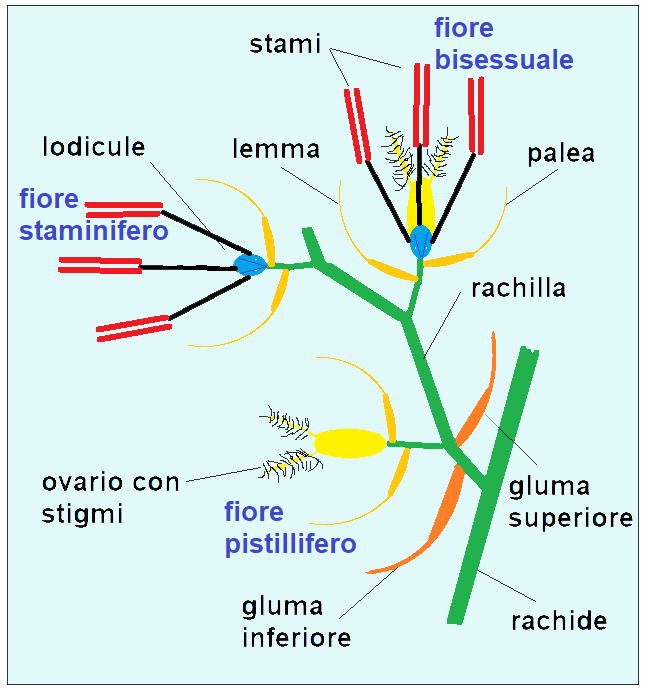
Spighetta generica con tre fiori diversi

### Portamento
Il portamento delle specie di questo gruppo è formato da piante perenni alte fino a 2 metri (3 metri in Dryopoa), con rizomi carnosi.

### Foglie
Le foglie lungo il culmo sono disposte in modo alterno, sono distiche e si originano dai vari nodi. Sono composte da una guaina, una ligula e una lamina. Le venature sono parallelinervie. Non sono presenti i pseudopiccioli e, nell'epidermide delle foglia, le papille.
- Guaina: la guaina è abbracciante il fusto e in genere è priva di auricole.
- Ligula: la ligula è membranosa e a volte è cigliata.
- Lamina: la lamina ha delle forme generalmente da lineari a piatte.

### Infiorescenza
- Infiorescenza principale (sinfiorescenza o semplicemente spiga): le infiorescenze, ascellari e terminali, in genere sono ramificate e sono formate da alcune spighette ed hanno la forma di una pannocchia aperta. La fillotassi dell'inflorescenza inizialmente è a due livelli, anche se le successive ramificazioni la fa apparire a spirale.
- Infiorescenza secondaria (o spighetta): le spighette, compresse lateralmente con forme lanceolate-oblunghe, sottese da due brattee distiche e strettamente sovrapposte chiamate glume (inferiore e superiore), sono costituite da 3 o 7 fiori. Possono essere presenti dei fiori addizionali sterili (Dryopoa); in questo caso sono in posizione distale rispetto a quelli fertili. Alla base di ogni fiore sono presenti due brattee: la palea e il lemma. In queste piante è presente l'estensione della rachilla e la disarticolazione avviene con la rottura della rachilla sopra le glume e tra i fiori. Lunghezza delle spighette: 10 cm.

- Glume: le glume, persistenti e leggermente disuguali, sono più corte o più lunghe dei fiori, ed hanno apici acuti. Venature: gluma inferiore 1 - 3; gluma superiore 3 - 5.
- Palea: la palea, stretta e piatta, è un profillo con due venature e due denti apicali; può essere cigliata; in genere è inferiore al lemma.
- Lemma: il lemma, largamente lanceolato e con un apice a tre lobi o denti, a volte è pubescente; la consistenza è coriacea; la superficie è percorsa da 5 - 7 vene longitudinali, prominenti in Dryopoa.

### Fiori
I fiori fertili sono attinomorfi formati da 3 verticilli: perianzio ridotto, androceo  e gineceo.
- Formula fiorale:[5]

*, P 2, A (1-)3(-6), G (2–3) supero, cariosside.
- Il perianzio è ridotto e formato da due lodicule, delle squame traslucide, poco visibili (forse relitto di un verticillo di 3 sepali). Le lodicule sono membranose e non vascolarizzate.

- L'androceo è composto da 3 stami ognuno con un breve filamento libero, una antera sagittata e due teche. Le antere sono basifisse con deiscenza laterale. Il polline è monoporato.

- Il gineceo è composto da 3-(2) carpelli connati formanti un ovario supero. L'ovario, con apice pubescente, ha un solo loculo con un solo ovulo subapicale (o quasi basale). L'ovulo è anfitropo e semianatropo e tenuinucellato o crassinucellato. Lo stilo, breve, è unico con due stigmi papillosi e distinti.

### Frutti
I frutti sono del tipo cariosside, ossia sono dei piccoli chicchi indeiscenti, con forme ovoidali, nei quali il pericarpo è formato da una sottile parete che circonda il singolo seme. In particolare il pericarpo è fuso al seme ed è aderente. L'endocarpo non è indurito e l'ilo è puntiforme. L'embrione è piccolo e provvisto di epiblasto ha un solo cotiledone altamente modificato (scutello senza fessura) in posizione laterale. I margini embrionali della foglia non si sovrappongono.

## Biologia
Come gran parte delle Poaceae, le specie di questo genere si riproducono per impollinazione anemogama. Gli stigmi più o meno piumosi sono una caratteristica importante per catturare meglio il polline aereo. 
La dispersione dei semi avviene inizialmente a opera del vento (dispersione anemocora) e una volta giunti a terra grazie all'azione di insetti come le formiche (mirmecoria).

## Distribuzione e habitat
Le specie di questa sottotribù sono distribuite in regioni temperate del Nord (Scolochloa) e in Australia (Dryopoa).

## Tassonomia
La famiglia delle Poacee comprende circa 800 generi e oltre 9.000 specie. È una delle famiglie più numerose e più importanti del gruppo delle monocotiledoni. La famiglia è suddivisa in 12 sottofamiglie, la sottotribù Scolochloinae fa parte della sottofamiglia Pooideae, tribù Poeae.

### Generi
La sottotribù si compone di 2 generi e 2 specie:
- Scolochloa Link, 1827
  - Scolochloa festucacea (Willd.) Link
- Dryopoa Vickery, 1963
  - Dryopoa dives (F. Muell.) Vickery

### Filogenesi
La sottotribù Scolochloinae fa parte della tribù Poeae R.Br., 1814 e quindi della supertribù Poodae L. Liu, 1980. La tribù Poeae (formata da diverse sottotribù suddivise in alcune supersottotribù) è l'ultimo nodo della sottofamiglia Pooideae ad essersi evoluto (gli altri precedenti sono la tribù Brachyelytreae, e le supertribù Nardodae, Melicodae, Stipodae e Triticodae). La sottotribù Scolochloinae appartiene al gruppo con le sequenze dei plastidi di tipo "Poeae" (definito "Poeae chloroplast groups 2 ")
All'interno della tribù, il gruppo Scolochloinae occupa una posizione "basale" in disposizione politomica insieme ad altre sottotribù (Airinae, Sesleriinae, Holcinae, Aristaveninae e Helictochloinae). Questa incertezza può essere spiegata in quanto le analisi sul DNA mostrano che questa sottotribù, insieme alla sottotribù Sesleriinae, ha una origine ibrida, creando quindi incertezze nella costruzione degli alberi filogenetici. Il genere Dryopoa solamente di recente è stato descritto all'interno della presente sottotribù. In precedenti documentazioni era descritto nella sottotribù Loliinae Dumort., 1829; questo in quanto sembra condividere alcuni plastidi del "Poeae chloroplast groups 1". Comunque le specie dei due generi si assomigliano morfologicamente (oltre ad essere accomunate da analisi del DNA) e rappresentano un notevole esempio di distribuzione bipolare.
Le seguenti sinapomorfie sono relative a tutta la sottofamiglia (Pooideae):
- la fillotassi dell'inflorescenza inizialmente è a due livelli;
- le spighette sono compresse lateralmente;
- i margini embrionali della foglia non si sovrappongono;
- l'embrione è privo della fessura scutellare.

Le sinapomorfie relative alla tribù Poeae sono:
- l'ilo è puntiforme;
- dei lipidi (grassi) sono presenti nell'endosperma;
- le lodicule sono prive di ciglia;
- l'ovario è glabro.

Non sono state individuate particolari sinapomorfie per la presente sottotribù.